# Andrew Rowsey
Andrew Rowsey (Lexington, 18 giugno 1994) è un cestista statunitense.

## Palmarès
- Campione NBA D-League (2021)
- Coppa d'Ungheria: 1

Szolnoki Olaj: 2019